# Parker Young
Parker Young (* 16. August 1988 in Tucson, Arizona) ist ein US-amerikanischer Schauspieler.

## Leben
Young wurde in Tucson als ältestes von drei Kindern geboren. Während der Schulzeit entdeckte er seine Leidenschaft für die Schauspielerei, aber auch für Football. Nachdem er sich in der High School eine Sportverletzung zugezogen hatte, wandte er sich der Schauspielerei zu. Er erhielt danach einige Angebote für Universitäten und Hochschulen, lehnte diese jedoch ab, da er in Los Angeles versuchen wollte, als Schauspieler durchzustarten. Anfangs arbeitete er mehr als Model für Tommy Hilfiger und Calvin Klein.
Erstmals als Schauspieler war er 2008 in einer Folge von Zeit der Sehnsucht zu sehen. Danach hatte er einige Gastauftritte in Serien wie in CSI: NY, Mad Men, Big Time Rush und Make It or Break It. Bekannt wurde er durch die Rolle des Ryan Shay in der ABC-Comedy-Fernsehserie Suburgatory, in der er von 2011 bis 2014 zu sehen war. Im Frühjahr 2014 hatte Young eine der Hauptrollen in der Fox-Serie Enlisted neben Geoff Stults und Chris Lowell inne. Von 2017 bis 2018 spielte er in der Trickbetrüger-Fernsehserie Imposters von Bravo TV eine Hauptrolle als Richard Evans.

## Filmografie (Auswahl)
- 2008: Zeit der Sehnsucht (Days of Our Lives, Fernsehserie, eine Folge)
- 2008: Gingerdead Man 2 – Die Passion der Kruste (Gingerdead Man 2: Passion of the Crust)
- 2010: Big Time Rush (Fernsehserie, Folge 1x08)
- 2010: Make It or Break It (Fernsehserie, Folge 2x06)
- 2011: CSI: NY (Fernsehserie, Folge 8x06)
- 2011–2014: Suburgatory (Fernsehserie, 27 Folgen)
- 2012: Mad Men (Fernsehserie, Folge 5x05)
- 2012: Jane by Design (Fernsehserie, Folge 1x12)
- 2014: Enlisted (Fernsehserie, 13 Folgen)
- 2014: The Sex Teacher (Sex Ed)
- 2014: Animal
- 2015–2016: Arrow (Fernsehserie, 10 Folgen)
- 2015: 4th Man Out (Fourth Man Out)
- 2015: Fresh Off the Boat (Fernsehserie, Folge 1x08)
- 2016: Cooper Barrett’s Guide to Surviving Life (Fernsehserie, Folge 1x08)
- 2017: Future Man (Fernsehserie, Folge 1x09)
- 2017–2018: Imposters (Fernsehserie, 20 Folgen)
- 2021–2022: United States of Al (Fernsehserie, 35 Folgen)
- 2022: Call Me Kat (Fernsehserie, 1 Folge)
- 2024: The Image of You
- 2024: 9-1-1: Lone Star (Fernsehserie, 4 Folgen)